# Provincial Parks in Nova Scotia
Dieser Artikel gibt eine Übersicht über die Provincial Parks in der kanadischen Provinz Nova Scotia. Die Parks werden von Nova Scotia Provincial Parks verwaltet, welches dem Department of Natural Resources unterstellt ist. Die rechtliche Grundlage für die Parks ist der Provincial Parks Act (R.S.N.S. 1989, c. 367).
Nova Scotia Provincial Parks gliedert sein Zuständigkeitsgebiet in sieben Regionen und klassifiziert seine Provinzparks als Camping Park oder  Day Use Park.

## Camping Parks
Die Tabelle enthält alle Parks von Typ Camping Park in den jeweiligen Regionen.
| Name                           | Fläche in km² | Gründungsdatum | Typ          | Region                           | Internetseite                                          |
| ------------------------------ | ------------- | -------------- | ------------ | -------------------------------- | ------------------------------------------------------ |
| Battery Provincial Park        |               |                | Camping Park | Cape Breton Island               | Homepage von Nova Scotia Provincial Parks              |
| Mira River Provincial Park     |               |                | Camping Park | Cape Breton Island               | Homepage von Nova Scotia Provincial Parks              |
| Whycocomagh Provincial Park    |               |                | Camping Park | Cape Breton Island               | Homepage von Nova Scotia Provincial Parks              |
| Boylston Provincial Park       |               |                | Camping Park | Eastern Shore                    | Homepage von Nova Scotia Provincial Parks              |
| Dollar Lake Provincial Park    |               |                | Camping Park | Eastern Shore                    | Homepage von Nova Scotia Provincial Parks              |
| Porters Lake Provincial Park   |               |                | Camping Park | Eastern Shore                    | Homepage von Nova Scotia Provincial Parks              |
| Salsman Provincial Park        |               |                | Camping Park | Eastern Shore                    | Homepage von Nova Scotia Provincial Parks              |
| Blomidon Provincial Park       | 5,55          | 2015           | Camping Park | Fundy Shore and Annapolis Valley | Park auf der Webseite von Nova Scotia Provincial Parks |
| Cape Chignecto Provincial Park |               |                | Camping Park | Fundy Shore and Annapolis Valley | Homepage von Nova Scotia Provincial Parks              |
| Five Islands Provincial Park   |               |                | Camping Park | Fundy Shore and Annapolis Valley | Homepage von Nova Scotia Provincial Parks              |
| Smileys Provincial Park        |               |                | Camping Park | Fundy Shore and Annapolis Valley | Homepage von Nova Scotia Provincial Parks              |
| Valleyview Provincial Park     |               |                | Camping Park | Fundy Shore and Annapolis Valley | Homepage von Nova Scotia Provincial Parks              |
| Laurie Provincial Park         |               |                | Camping Park | Halifax Metro                    | Homepage von Nova Scotia Provincial Parks              |
| Amherst Shore Provincial Park  |               |                | Camping Park | Northumberland Shore             | Homepage von Nova Scotia Provincial Parks              |
| Graves Island Provincial Park  |               |                | Camping Park | South Shore                      | Homepage von Nova Scotia Provincial Parks              |
| Rissers Beach Provincial Park  |               |                | Camping Park | South Shore                      | Homepage von Nova Scotia Provincial Parks              |
| The Islands Provincial Park    |               |                | Camping Park | South Shore                      | Homepage von Nova Scotia Provincial Parks              |
| Thomas Raddall Provincial Park | 6,78          |                | Camping Park | South Shore                      | Park auf der Webseite von Nova Scotia Provincial Parks |
| Ellenwood Lake Provincial Park | 114           |                | Camping Park | Yarmouth and Arcadian Shores     | Homepage von Nova Scotia Provincial Parks              |

## Day Use Parks
Die nachfolgende Auflistung enthält alle Parks von Typ Day Use Park in den jeweiligen Regionen.

### Cape Breton Island Region
- Barrachois Provincial Park (Cape Breton Island Parks)
- Ben Eoin Provincial Park (Cape Breton Island Parks)
- Cabots Landing Provincial Park (Cape Breton Island Parks)
- Cape Smokey Provincial Park (Cape Breton Island Parks)
- Dalem Lake Provincial Park (Cape Breton Island Parks)
- Dominion Beach Provincial Park (Cape Breton Island Parks)
- Dundee Provincial Park (Cape Breton Island Parks)
- Groves Point Provincial Park (Cape Breton Island Parks)
- Irish Cove Provincial Park (Cape Breton Island Parks)
- Lake O Law Provincial Park (Cape Breton Island Parks)
- Lennox Passage Provincial Park (Cape Breton Island Parks)
- Mabou Provincial Park (Cape Breton Island Parks)
- MacCormacks Provincial Park (Cape Breton Island Parks)
- North River Provincial Park (Cape Breton Island Parks)
- Petersfield Provincial Park (Cape Breton Island Parks)
- Point Michaud Beach Provincial Park (Cape Breton Island Parks)
- Pondville Beach Provincial Park (Cape Breton Island Parks)
- Port Hood Station Provincial Park (Cape Breton Island Parks)
- Ross Ferry Provincial Park (Cape Breton Island Parks)
- St Anns Provincial Park (Cape Breton Island Parks)
- Trout Brook Provincial Park (Cape Breton Island Parks)
- Uisge Bàn Falls Provincial Park (Cape Breton Island Parks)
- West Mabou Beach Provincial Park (Cape Breton Island Parks)

### Eastern Shore Island Region
- Black Duck Cove Provincial Park (Eastern Shore Island Parks)
- Clam Harbour Beach Provincial Park (Eastern Shore Island Parks)
- Elderbank Provincial Park (Eastern Shore Island Parks)
- Lawrencetown Beach Provincial Park (Eastern Shore Island Parks)
- Lochiel Lake Provincial Park (Eastern Shore Island Parks)
- Marie Joseph Provincial Park (Eastern Shore Island Parks)
- Martinique Beach Provincial Park (Eastern Shore Island Parks)
- Moose River Gold Mines Provincial Park (Eastern Shore Island Parks)
- Musquodoboit Valley Provincial Park (Eastern Shore Island Parks)
- Port Shoreham Beach Provincial Park (Eastern Shore Island Parks)
- Rainbow Haven Beach Provincial Park (Eastern Shore Island Parks)
- Sherbrooke Provincial Park (Eastern Shore Island Parks)
- Spry Bay Provincial Park (Eastern Shore Island Parks)
- Taylor Head Provincial Park (Eastern Shore Island Parks)
- Tor Bay Provincial Park (Eastern Shore Island Parks)

### Fundy Shore and Annapolis Valley Region
- Annapolis Basin Lookoff Provincial Park (Fundy Shore and Annapolis Valley Region Parks)
- Anthony Provincial Park (Fundy Shore and Annapolis Valley Region Parks)
- Caddell Rapids Look-off (Stewiacke) Provincial Park (Fundy Shore and Annapolis Valley Region Parks)
- Cape Split Provincial Park (Fundy Shore and Annapolis Valley Region Parks)
- Central Grove (Long Island) Provincial Park (Fundy Shore and Annapolis Valley Region Parks)
- Clairmont (Kingston) Provincial Park (Fundy Shore and Annapolis Valley Region Parks)
- Coldbrook Provincial Park (Fundy Shore and Annapolis Valley Region Parks)
- Cottage Cove (Middleton) Provincial Park (Fundy Shore and Annapolis Valley Region Parks)
- Falls Lake Provincial Park (Fundy Shore and Annapolis Valley Region Parks)
- Lake George Provincial Park (Fundy Shore and Annapolis Valley Region Parks)
- Lake Midway Provincial Park (Fundy Shore and Annapolis Valley Region Parks)
- Londonderry Provincial Park (Fundy Shore and Annapolis Valley Region Parks)
- Lumsden Pond Provincial Park (Fundy Shore and Annapolis Valley Region Parks)
- MacElmons Pond Provincial Park (Fundy Shore and Annapolis Valley Region Parks)
- Mickey Hill Provincial Park (Fundy Shore and Annapolis Valley Region Parks)
- Savary Provincial Park (Fundy Shore and Annapolis Valley Region Parks)
- Scots Bay Provincial Park (Fundy Shore and Annapolis Valley Region Parks)
- Shubenacadie Wildlife Park (Fundy Shore and Annapolis Valley Region Parks)
- Wentworth Provincial Park (Fundy Shore and Annapolis Valley Region Parks)

### Halifax Region
- Crystal Crescent Beach Provincial Park (Halifax Region Parks)
- Jerry Lawrence Provincial Park (Halifax Region Parks)
- McCormacks Beach Provincial Park (Halifax Region Parks)
- McNabs and Lawlor Islands Provincial Park (Halifax Region Parks)
- Oakfield Provincial Park (Halifax Region Parks)

### Northumberland Region
- Arisaig Beach Provincial Park (Northumberland Region Parks)
- Balmoral Mills Provincial Park (Northumberland Region Parks)
- Bayfield Beach Provincial Park (Northumberland Region Parks)
- Beaver Mountain Provincial Park (Northumberland Region Parks)
- Blue Sea Beach Provincial Park (Northumberland Region Parks)
- Fox Harbour Provincial Park (Northumberland Region Parks)
- Green Hill Provincial Park (Northumberland Region Parks)
- Gulf Shore Provincial Park (Northumberland Region Parks)
- Heather Beach Provincial Park (Northumberland Region Parks)
- Melmerby Beach Provincial Park (Northumberland Region Parks)
- Northport Beach Provincial Park (Northumberland Region Parks)
- Pomquet Beach Provincial Park (Northumberland Region Parks)
- Powells Point Provincial Park (Northumberland Region Parks)
- Rushtons Beach Provincial Park (Northumberland Region Parks)
- Salt Springs Provincial Park (Northumberland Region Parks)
- Shinimicas Provincial Park (Northumberland Region Parks)
- Tatamagouche Provincial Park (Northumberland Region Parks)
- Tidnish Dock Provincial Park (Northumberland Region Parks)
- Waterside Beach Provincial Park (Northumberland Region Parks)

### South Shore Region
- Bayswater Provincial Park (South Shore Region Parks)
- Camerons Brook Provincial Park (South Shore Region Parks)
- Card Lake Provincial Park (South Shore Region Parks)
- Cleveland Beach Provincial Park (South Shore Region Parks)
- Cookville Provincial Park (South Shore Region Parks)
- East River Provincial Park (South Shore Region Parks)
- Fancy Lake Provincial Park (South Shore Region Parks)
- Hubbards Provincial Park (South Shore Region Parks)
- Queensland Beach Provincial Park (South Shore Region Parks)
- Sable River Provincial Park (South Shore Region Parks)
- Sand Hills Beach Provincial Park (South Shore Region Parks)
- Second Peninsula Provincial Park (South Shore Region Parks)
- Summerville Beach Provincial Park (South Shore Region Parks)
- Ten Mile Lake Provincial Park (South Shore Region Parks)

### Yarmouth and Acadian Shores Region
- Glenwood Provincial Park (Yarmouth and Acadian Shores Parks)
- Mavillette Beach Provincial Park (Yarmouth and Acadian Shores Parks)
- Port Maitland Provincial Park (Yarmouth and Acadian Shores Parks)
- Smugglers Cove Provincial Park (Yarmouth and Acadian Shores Parks)